# Vendée Les Herbiers Football
 (juillet 2023).
Si vous disposez d'ouvrages ou d'articles de référence ou si vous connaissez des sites web de qualité traitant du thème abordé ici, merci de compléter l'article en donnant les références utiles à sa vérifiabilité et en les liant à la section « Notes et références ».
 (juillet 2023).
- Si vous ne connaissez pas le sujet, laissez ce bandeau (vous pouvez alors contacter les auteurs).
- Si vous supprimez le contenu mis en cause (vous pouvez préalablement contacter les auteurs),

argumentez précisément cette suppression dans la page de discussion
(un manque de référence n'est pas un argument ; une recherche réelle de référence doit avoir été effectuée, être formellement documentée).
Maillots
Actualités
Dernière mise à jour : 25 octobre 2024.
Le Vendée Les Herbiers Football est un club de football français fondé en 1919 et situé aux Herbiers en Vendée.
Le club évolue actuellement en National 2 (quatrième division) pour la saison 2024-2025. Les matches à domicile se déroulent au stade Massabielle situé dans la commune des Herbiers. Depuis juin 2022, le onze herbretais est dirigé par Laurent David.
Après avoir totalisé 12 années passées au quatrième échelon national (de 1975 à 1980, en 2006-2007 et de 2009 à 2015), le 16 mai 2015, en gagnant sur le terrain de la réserve des Girondins de Bordeaux, le VHF obtient pour la première fois son accession en National. Il y évoluera trois saisons  de 2015-2016 à 2017-2018.
Le club a disputé pour la première fois de son histoire une finale de la Coupe de France lors de l'édition 2017-2018 (battu 2-0 par le Paris Saint-Germain), après avoir battu un autre club de National en demi-finale, le FC Chambly. Jusque-là, la meilleure performance du club vendéen dans cette compétition avait été deux 1/16es de finale perdus contre le Stade rennais FC en 1999-2000 et contre l'En Avant Guingamp en 2016-2017.

## Histoire

### Genèse du club (1919-1949)
- 1919 : fondation de l'Alouette sportive.
- 1923 : rebaptisé Les Herbiers Sports.
- 1936 : 1re participation à un championnat.
- 1947 : accord de fusion avec les Coqs du Bocage (fondé en 1941).
- 1949 : fusion officielle. Rebaptisé Entente sportive herbretaise et promu en D1 de District.

La première société sportive herbretaise — fondée en 1919 sous la direction du jeune vicaire de la paroisse des Herbiers, l'abbé Rousseau, sous le nom d'Alouette sportive — dispute sa première rencontre dès 1920. Elle ne compte à cette époque qu'une vingtaine de joueurs et s'entraîne sur le site du stade Massabielle, toujours existant en 2018.
Le 15 juin 1923, le même abbé Rousseau fonde ensuite Les Herbiers Sports, afin d'inclure d'autres activités physiques à la pratique du club, tels l'athlétisme, le basket-ball, la natation, la gymnastique ou encore le tir.
Il faut attendre 1936 pour voir le club du Haut-Bocage prendre part à un championnat, à la suite de la création d'un Championnat Poitou-Vendée dans lequel les Vendéens se distinguent, sans toutefois atteindre le niveau de leurs rivaux départementaux : le Stade luçonnais et les Tigres vendéens des Sables-d'Olonne. En parallèle des compétitions de la Fédération française de football (FFF), le club intègre le Championnat de France de football des patronages organisé par la Fédération gymnastique et sportive des patronages de France (FGSPF), comme bon nombre d'équipe du Nord-Ouest de la France.
Le club, par manque de joueurs, suspend ses activités à la suite de la mobilisation générale décrétée à la fin de l'été 1939 et ce pour toute la durée de la saison 1939-1940.
| \| Les Herbiers \| Emplacement des Herbiers · dans le département de la Vendée. |
| Les Herbiers                                                                    |

L'année 1941 voit la naissance d'un club rival — les Coqs du Bocage — dans la commune voisine du Petit-Bourg-des-Herbiers, commune qui n'est rattachée aux Herbiers qu'en 1964, en même temps qu'Ardelay. Cette équipe, qui a elle aussi vu le jour sous l'impulsion d'un clerc, l'abbé Roger Foucaud, ancien vicaire du Petit-Bourg, joue sur son propre terrain, situé au Petit-Bourg. Cela donne lieu à d'âpres rencontres, les deux équipes évoluant en deuxième division de district du championnat de France des patronages.
Conscients que l'évolution des deux clubs herbretais s'annonce difficile sans une mutualisation de leurs moyens matériels et de leurs joueurs, les présidents des Herbiers Sports et des Coqs du Bocage, respectivement Albert Bousseau et Eugène Huvelin, envisagent un rapprochement. C'est chose faite le 7 mars 1947 à l'occasion d'une assemblée générale extraordinaire qui entérine la fusion entre les deux associations. Celle-ci ne devient réellement officielle que le 10 janvier 1949 au milieu  de la première saison disputée sous le nom Entente sportive herbretaise (ESH), un nom qui reste le sien durant près de 50 ans. Le nouveau club débute sous les meilleures auspices puisqu'il célèbre sa première montée grâce à sa victoire en championnat de D2 de district de la Vendée.

### D'une domination du football local à l'expérience du niveau national (1949-1981)
- 1951 : champion de D1 de district, promu en PH.
- 1970 : champion de PH, promu en DHR.
- 1975 : promu en DH.
- 1976 : vainqueur de la Coupe atlantique.
- 1978 : promu en D4.
- 1979 : vainqueur de la Coupe atlantique.
- 1981 : relégué en DH.

Après sa victoire en deuxième division de district de la Vendée en 1949, l'ESH, fraîchement promue en première division de district se maintient la première saison et remporte son championnat haut la main dès sa deuxième saison à ce niveau, sous l'impulsion de son tout nouvel entraîneur Charles Drummer, ancien joueur professionnel au FC Nantes. Les Herbiers quittent alors le niveau départemental, pour accéder à la promotion d'honneur. Il s'agit à l'époque du plus bas niveau régional. Appartenant à la vaste Ligue du Centre-Ouest de football, dont le championnat de Promotion d'honneur est divisé en trois groupes (Charente, Limousin et Poitou), le petit club herbretais se retrouve confronté non seulement aux cadors vendéens (FC Yonnais, Tigres vendéens des Sables-d'Olonne, SC Challans) mais aussi à d'autres équipes renommées du football régional (Rochefort Football Club, Stade poitevin, Réveil bressuirais). Le club y stagne pendant plusieurs saisons, au moins jusqu'à la saison 1959-1960, ne pouvant faire mieux qu'une 4e place en 1956. Après deux premiers essais infructueux, le club remporte sa première Coupe de Vendée contre Saint-Jean-de-Monts (2-1). Ensuite les données disponibles au sujet des résultats sportifs du clubs sont très lacunaires sur la période 1959-1969. Entre-temps, en mai 1967, la FFF décide de détacher la Vendée de la Ligue du Centre-Ouest pour la rattacher à la Ligue atlantique dès la saison suivante. Pour sa première saison dans sa nouvelle ligue régionale, l'ESH finit 2e de son groupe de PH, derrière l'Étoile chaumoise.
On retrouve ensuite les Herbretais en tête de la Promotion d'honneur lors de la saison 1969-1970, ce qui leur donne le droit de disputer la Division d'honneur régionale en 1971. Les Vendéens se montrent conquérants et terminent deux fois à la 3e place. Par ailleurs, en 1969-1970, les Herbretais attirent pas moins de 2 000 spectateurs à Massabielle à l'occasion de leur demi-finale de Coupe de Vendée contre le SC Challans (meilleur club vendéen à l'époque), contre qui ils s'inclinent sur le score de 2 à 0. La saison suivante, l'ESH parvient en finale de la même compétition, qu'il gagne difficilement contre Aizenay (3-2) devant un public venu se masser en nombre à La Roche-sur-Yon (3 000 personnes) pour assister au deuxième sacre des Herbretais dans cette épreuve. En été 1975, les travaux du stade Massabielle s'achèvent et le club peut désormais arborer fièrement sa nouvelle tribune en dur pouvant accueillir 500 personnes. Poussés par l'engouement du public, Les Herbiers sont promus à la fin de cette saison (1975-1976) grâce à leur 2e place au sein de leur poule. La saison se finit en apothéose grâce à la première Coupe Atlantique remportée à Cholet devant la Jeanne d'Arc de Maulévrier (4-0).
En Division d'honneur (DH), l'ESH décroche une 3e place dès sa première saison et gagne surtout en popularité puisque 968 personnes se pressent en moyenne pour encourager les Rouges et Noirs. Les deux saisons suivantes, Les Herbiers finissent respectivement 8e puis 5e. L'été 1978 voit la naissance d'une Division 4 gérée par la FFF à laquelle est invité l'ESH qui se trouve donc promue au niveau national sans avoir particulièrement brillé sur le terrain sportif. Hiérarchiquement, elle reste cependant au 4e échelon du football français, puisque la D4 ne remplace pas la DH mais la repousse d'un échelon.
Le costume semble trop grand pour des Herbretais qui ne s'illustrent guère dans cette nouvelle division. La première saison (1978-1979), ils ne devancent la réserve du Stade rennais, premier relégable, que d'un petit point malgré une lourde défaite (6-1) chez les Bretons. Les Bocains ont pourtant réussi quelques coups d'éclat, comme les deux matchs nuls obtenus contre l'Union sportive montagnarde, vainqueur final de l'épreuve mais la seule véritable satisfaction de cette saison demeure la nette victoire en Coupe atlantique contre le club voisin du Pouzages Bocage FC (3-0) ce qui permet aux Herbiers de graver une deuxième fois leur nom sur ce trophée. Jean-Michel Fouché succède à Henri Makowski au poste d'entraîneur à l'intersaison. Cependant dès l'automne 1979 les résultats sont médiocres et la saison des Vendéens se transforme en véritable chemin de croix puisqu'ils ne remportent que 2 matches sur 26, contre les deux autres relégués de surcroît, ce qui les amène à une triste dernière place. L'Entente sportive herbretaise est reléguée en DH.

### Déclin sportif (1981-1994)
- 1985 : promu en DH.
- 1992 : relégué en DSR.
- 1994 : champion de DSR, promu en DH.

Le remplacement de Jean-Michel Fouché par Jean Saupin (ancien pro à Nantes, Angers et au Stade français) ne peut enrayer la chute du club. À l'issue de sa première saison en DH, le club est relégué en Division supérieure régionale (DSR) ou D6, la faute à une piteuse 12e place enregistrée pour une équipe prétendant pourtant au départ à la remontée en Division 4. Saupin est cependant conservé pour faire retrouver à l'ESH son ambition perdue mais les choses ne se passent pas comme prévu puisque les Herbretais s'enlisent au classement de Division d'honneur régionale (DHR) 1982-1983. Saupin est remercié à la fin de la saison. Après deux autres saison blanches passées à ce niveau, le club parvient enfin à remonter en DH — grâce au travail du coach Christian Maudet — qu'il dispute donc en 1984-1985. L'équipe prise en main par Yvonnick Trecan, finit à une prometteuse 2e place avant de rentrer dans le rang les saisons suivantes (entre la 5e et la 11e place entre 1985 et 1991). En 1991-1992 le club finit à nouveau 12e et doit donc repartir la saison prochaine à l'étage inférieur, la DSR.

### De laDSRau National (1994-2015)
- 1999 : champion de DH, promu en Championnat de France de football de National 2 (CFA2).
- 2002 : rebaptisé Les Herbiers Vendée Football.
- 2006 : champion de CFA2, promu en CFA et rebaptisé Vendée Les Herbiers Football.
- 2007 : relégué en CFA2.
- 2009 : promu en CFA.
- 2015 : promu en National.
- 2018 : finaliste de la Coupe de France, relégué en National 2.

Reparti de la DSR, le club des Herbiers remonte tous les niveaux et prend le nom de Vendée Les Herbiers Football pour accéder au National en 2015. Après Luçon et Le Poiré sur Vie, Les Herbiers est le troisième club de Vendée champion du groupe D de CFA, en seulement quelques années.

### Le National et une première finale de Coupe de France (2015-2018)
À l'issue de la saison 2015-2016, le club termine 15e et premier relégable mais est finalement repêché après le dépôt de bilan du Luçon FC. La saison suivante, le club est maintenu de justesse, avec 2 points d'avance sur le premier relégable, Épinal.
En 2018, le club crée l'exploit en atteignant la finale de la Coupe de France de football, une première pour un club vendéen, après avoir éliminé Angoulême (N3) en prolongation (2-1) lors des 32e, puis Saint-Lô (N3) 2-0 en 16e. En 8e, les Herbiers éliminent Auxerre (L2) 3-0 au Stade de l'Abbé-Deschamps, puis Lens (L2) à la Beaujoire aux tirs au but 4-2 (0-0 à l'issue du temps réglementaire) lors des quarts de finale et enfin Chambly en 1/2 finales, 2-0, toujours à la Beaujoire. Ils sont finalement battus en finale par le PSG sur un score de 0-2. La saison se clôt cependant sur une relégation en National 2 à la suite d'une défaite 4-1 face à l'AS Béziers.

### Retour en National 2 (depuis 2018)
Depuis 2018, le club a retrouvé l'anonymat en National 2. Placé dans le groupe Sud-Ouest, le club a des objectifs de remontée mais manque l'ascension pour 2 points en 2019. Depuis, les Vendéens n'ont plus jamais été en mesure de monter. L'été 2022 est l'occasion de changements majeurs pour le club herbretais: après 14 années de présidence Michel Landreau passe la main à Dominique Vincendeau tandis que Stéphane Masala est remplacé par Laurent David à la tête de l'équipe fanion au bout de 4 saisons,.

## Palmarès et records

### Palmarès
| Compétitions nationales                                                                                                | Compétitions régionales et départementales |
| - Coupe de France : - Finaliste en 2018. - Championnat de France amateur 2 : - Vainqueur de groupe en 2006 (groupe G). | - Championnat de Division d’honneur atlantique (1) : - Champion en 1999. - Coupe atlantique (3) : - Vainqueur en 1976, 1979 et 2013 rés.. - Coupe de Vendée (3) : - Vainqueur en 1958, 1971, 1997 et 2016 rés.. |

### Parcours en Coupe de France
Le premier grand résultat a lieu en 1999-2000, quand après avoir éliminé l'AFC Compiègne en 1/32e de finale, l'ESH est finalement éliminée au tour suivant par le Stade rennais 4-0 le 12 février 2000. En 2005-2006 et 2007-2008, le club est éliminé au 8e tour par deux pensionnaires de National : l'AS Moulins puis le Tours FC. En 2008-2009, l'ESH retrouve un club de Ligue 1 en 1/32e de finale : le Toulouse FC. En 2016-2017, le club est éliminé par l'EA Guingamp en 1/16e de finale. Lors de la saison 2017-2018, il crée l'exploit en atteignant la finale face au PSG.
Voici le détail de quelques parcours du club herbretais en Coupe de France :
- 1974-1975 : élimination au 7e tour par l'ES Saintes (DH - Centre-Ouest) : 1-3
- 1977-1978 : élimination au 7e tour par le Angers SCO (D2 - A) : 0-3
- 1984-1985 : élimination au 7e tour par le CSC Thouars (D4 - D) : 0-1 (a.p.)
- 1999-2000 : élimination en 1/16e de finale par le Stade rennais (D1) : 0-4
- 2002-2003 : élimination au 8e tour par les Chamois niortais (L2) : 1-3
- 2005-2006 : élimination au 8e tour par l'AS Moulins (N) : 2-2 a.p. (2-4 aux t.a.b.)
- 2007-2008 : élimination au 8e tour par le Tours FC (N) : 0-1
- 2008-2009 : élimination au 7e tour par les Chamois niortais (N) : 1-2
- 2009-2010 : élimination en 1/32e de finale par le Toulouse FC (L1) : 0-1
- 2010-2011 : élimination au 6e tour par l'USSA Vertou (CFA2 - G) : 1-1 (2-3 aux t.a.b.)
- 2011-2012 : élimination au 8e tour par l'US Avranches (CFA - D) : 1-3
- 2012-2013 : élimination au 4e tour par Orvault SF (DH Atlantique) : 0-1
- 2013-2014 : élimination en 1/32e de finale par le Stade plabennécois (CFA - D) : 0-1
- 2014-2015 : élimination au 7e tour par Le Poiré-sur-Vie VF (N) : 2-4 (a.p.)
- 2015-2016 : élimination au 8e tour par les Chamois niortais (L2) : 1-3
- 2016-2017 : élimination en 1/16e  de finale par l'EA Guingamp (L1) : 1-2 (a.p.)
- 2017-2018 : défaite en finale face au Paris Saint-Germain (L1) : 0-2

## Identité du club

### Changements de nom
En 1919, l'abbé Rousseau fonde le club de « L'Alouette sportive » qui pratique le football dès 1920. En 1923, L'Alouette sportive devient « Les Herbiers Sports ». En 1941, le club « Les Coqs du Bocage » voit le jour au Petit-Bourg des Herbiers. La fusion des deux clubs est décidée en assemblée générale le 7 mars 1947. Règlements de la FFF obligent, elle devient effective le 1er juillet 1947. Le club est rebaptisé Entente sportive herbretaise en 1949. En 2002, l'Entente sportive herbretaise change de nom et devient « Les Herbiers Vendée Football » (HVF). En 2006, le club change de nouveau de nom et devient Vendée Les Herbiers Football.
En résumé, on a donc, dans l'ordre chronologique:
- de 1919 à 1923, l'Alouette sportive ;
- de 1923 à 1949, Les Herbiers Sport ;
- de 1949 à 2002, l'Entente sportive herbretaise (ESH) ;
- de 2002 à 2006, Les Herbiers Vendée Football (HVF) ;
- depuis 2006, Vendée Les Herbiers Football (VHF).

### Maillot
| Maillot domicile. |  | Maillot extérieur. |

Les maillots portés à domicile sont rouges à bandes verticales noires.

Les maillots extérieurs sont blancs à bandes verticales noires. La manche droite porte le logo officiel du National. Le logo de l'équipementier Adidas est présent sur la partie haute de la tunique. Il est encadré de part et d'autre par deux logos qui correspondent à des collectivités territoriales : celui de la Ville des Herbiers sur sa droite et celui de la Région Pays de la Loire sur sa gauche.
Sous l'écusson du club, on trouve le logo Hyper U. Le torse est barré par l'inscription Vendée Conseil Général. Enfin, en dessous ce dernier sont inscrits trois autres sponsors : Artipôle, Charpentier et Briand CM (de gauche à droite).

### Logo

Ancien logo (2006-2010).
Logo actuel (depuis 2010).

## Joueurs et personnalités du club

### Présidents
Le tableau suivant présente la liste des présidents du club depuis 1947.
| Rang | Nom             | Période   |
| ---- | --------------- | --------- |
| 1    | Albert Bousseau | 1947-1952 |
| 2    | Georges Herault | 1952-1953 |
| 3    | Jean Huteau     | 1953-1957 |
| 4    | Anselme Briand  | 1957-1961 |
| 5    | Jean Gilbert    | 1961-1964 |
| 6    | Anselme Briand  | 1964-1966 |

| Rang | Nom                 | Période   |
| ---- | ------------------- | --------- |
| 7    | Xavier Rautureau    | 1966-1972 |
| 8    | Jean-Claude Susset  | 1972-1979 |
| 9    | Marcel Rochais      | 1979-1986 |
| 10   | Roger Briand        | 1986-1992 |
| 11   | Jean-Claude Soulard | 1992-2008 |
| 12   | Michel Landreau     | 2008-2022 |

| Rang | Nom                  | Période |
| ---- | -------------------- | ------- |
| 7    | Dominique Vincendeau | 2022-   |

### Entraîneurs
Le onze herbretais est dirigé de 2013 à 2016 par Franck Rizzetto, ancien joueur pro dont la carrière est riche de 377 matches en pro pour 22 buts marqués sous les couleurs Montpellier (1989-1991 et 1992-1998), Alès (1991-1992), Metz (1998-2000), Nîmes (2000-2002) et Cannes (2002-2003). Le milieu offensif, à la retraite, originaire de Périgueux, est revenu dans son Sud-Ouest natal afin d'entraîner Rodez (2005-2011). Ses bons résultats attirent le regard du Paris SG qui le recrute pour prendre en main son équipe réserve (2011-2013). Il prend ensuite la succession de Thomas Fernandez (recruté pour diriger le centre de formation de l'Olympique de Marseille) aux Herbiers à partir de l'été 2013. Sous sa direction le VHF termine 3e de son groupe de CFA en 2013-2014 puis 2e en 2014-2015, derrière l'équipe réserve du FC Lorient, ce qui permet aux Vendéens d'être promu en National pour la première fois de leur histoire.
Peu avant la fin de la saison 2015-2016, Franck Rizetto annonce son départ pour le Stade de Reims, relégué en Ligue 2 pour la saison suivante. Là-bas, il est l'adjoint de Michel Der Zakarian dont il a été le coéquipier à la Paillade. Peu de temps après, Frédéric Reculeau, entraîneur emblématique du Luçon VF, qui connaît de sérieux problèmes financiers et doit céder sa place en National aux Herbiers, est recruté par les dirigeants herbretais, avec pour objectif de gagner un maintien sur le terrain sportif le plus rapidement pour la saison qui vient. Il est démis de ses fonctions en janvier 2018 et aussitôt remplacé par son adjoint Stéphane Masala qui officie de façon provisoire.
Le tableau suivant présente la liste des entraîneurs du club depuis 1947.
| Rang | Nom               | Période   |
| ---- | ----------------- | --------- |
| 1    | Lucien Delassalle | 1947-1950 |
| 2    | Charles Drummer   | 1950-1952 |
| 3    | Fred Colloredo    | 1952-1955 |
| 4    | Roger Mahé        | 1955-1959 |
| 5    | Christian Raison  | 1959-1965 |
| 6    | Louis Delaye      | 1965-1966 |
| 7    | Christian Raison  | 1966-1967 |

| Rang | Nom                 | Période   |
| ---- | ------------------- | --------- |
| 8    | Gilles Barraud      | 1967-1973 |
| 9    | Alain Ponce         | 1973-1975 |
| 10   | Jean Saupin         | 1975-1976 |
| 11   | Jean-Claude Casties | 1976-1977 |
| 12   | Henri Makowski      | 1977-1979 |
| 13   | Jean-Michel Fouché  | 1979-1980 |
| 14   | Jean Saupin         | 1980-1982 |

| Rang | Nom              | Période   |
| ---- | ---------------- | --------- |
| 15   | Christian Maudet | 1982-1984 |
| 16   | Yvonnick Trecan  | 1984-1987 |
| 17   | Denis Calesse    | 1987-1988 |
| 18   | Claude Dulak     | 1988-1990 |
| 19   | Jacques Rambaud  | 1990-1994 |
| 20   | Miklos Béres     | 1994-1998 |
| 21   | Éric Bourget     | 1998-2000 |

| Rang | Nom                | Période   |
| ---- | ------------------ | --------- |
| 22   | Jean-Paul Radigois | 2000-2002 |
| 23   | Thomas Fernandez   | 2002-2013 |
| 24   | Franck Rizzetto    | 2013-2016 |
| 25   | Frédéric Reculeau  | 2016-2018 |
| 26   | Stéphane Masala    | 2018-2022 |
| 27   | Laurent David      | 2022-     |

### Effectif actuel (2025-2026)
Le tableau ci-dessous recense l'effectif professionnel des Herbiers VF pour la saison 2025-2026.

### Personnalités emblématiques
Entre parenthèses, le temps passé au Vendée Les Herbiers Football

#### Joueurs sélectionnés en équipes nationales
- Grégoire Amiot (2001-2006) : international français en catégories des -16 ans, - 17 ans puis -18 ans, formé au club[14].
- Denis Stinat (2010-2011) : international français -16 ans.
- Cédric Kisamba (2012-2017) : international français -19 ans.
- Luigi Glombard (2015-2017) : international français -17 ans.
- Walter Bakouma (2005-2011) : international congolais.
- Arsène Do Marcolino (2009-2010) : international gabonais.
- Camaldine Abraw (2012) : international togolais.
- Mohamed M'Changama (2015-2017) : international comorien.
- Amiran Sanaia (2016-2017) : international géorgien.
- Kalifa Traoré (2016-2024) : international malien.
- Tiécoro Keita (2018-) : international malien.
- Dimitri Caloin (2018-2019) : international malgache.
- David Djigla (2022-) : international béninois.
- Jack Rissonga (2024-) : international gabonais.

## Infrastructures du club

### Stade Massabielle
Le stade Massabielle est mis en service lors de la saison 1974-1975. À l'époque, il représente ce qui se fait de mieux dans les environs. Il se compose alors d'une unique tribune dotée de 500 places tandis que les vestiaires se situent sous les gradins. La capacité totale (places assises + pourtour debout) évolue alors, selon les sources, de 2 400 à 3 000 places. Le club, quant à lui, n'apporte pas de précisions.
 mais à l'aube des années 2010, la structure se trouvant en décalage avec les projets du club aspirant à participer au championnat de National, une mise en conformité avec les standards actuels devient nécessaire. C'est ainsi que voit le jour un projet de rénovation du complexe, achevé en 2014. Cette cure de rajeunissement, évaluée au départ à 670 000 €, coûte finalement 840 000 € à la Ville des Herbiers. Le résultat des travaux consiste dans la construction de nouveaux vestiaires et d'un club house à l'arrière des tribunes. Au rez-de-chaussée sur 235 m2, deux blocs vestiaires/douches, un vestiaire pour les arbitres, un bureau pour le délégué de la fédération de football et un bloc sanitaire, ainsi qu'une billetterie sont réalisés.
Au premier étage, s'est installé le nouveau club house du VHF sur un espace de 177 m2 cloisonnable avec rangement et sanitaires. Un accès reliant directement les tribunes est également créé. L'ensemble est accessible par des escaliers et également par un ascenseur. Ce chantier est aussi l'occasion de remettre en accessibilité les toilettes situées aux extrémités des tribunes et d'améliorer l'ensemble des locaux existants. Selon Michel Landreau, président du club, « en cas d'accession en National, il n'y aura pas de travaux à faire avec ces nouveaux équipements. C'est aussi l'occasion pour nous d'accueillir au mieux nos partenaires ».
Avec la montée du club en National, des travaux pour améliorer l’accueil des supporters voient le jour dès l'été 2015. Cela commence par l'aménagement d'un parking de 100 places aux abords du Parc du Landreau. Surtout, des gradins de 65 mètres de long sur 3 niveaux sont installés face à l'unique tribune du complexe. Accompagnés d'aménagements mineurs sur les terrains annexes, la facture totale se chiffre à 100 000 € tandis que la capacité totale de l'enceinte se porte désormais à 5 000 places.
Lors de l'assemblée générale de fin de saison qui s'est tenue le 21 juin 2015 dans l'amphithéâtre du Lycée Jean XXIII, le VHF annonce le prix des abonnements pour la saison suivante. Afin d'assister à chacune des dix-sept rencontres du Championnat de National 2015-2016, il en coûtera désormais 150 € en tribune (contre 170 € si achat à l'unité) et 100 € en pourtour (contre 119 € si achat à l'unité). Des prix sont par ailleurs appliqués au femmes tandis que pour la première fois la billetterie sera électronisée. De plus, cinq rencontres, qualifiées de « matches de gala », notamment pour les réceptions du RC Strasbourg et du voisin luçonnais, seront surtarifées.

### Terrains d'entraînement
En plus du terrain d'honneur, le VHF dispose de trois terrains aptes à la pratique du football : un en herbe, un stabilisé et un en synthétique.

### Siège social
Le siège du VHF se situe à l'adresse même du stade Massabielle, c'est-à-dire Avenue Massabielle, 85500 Les Herbiers.

## Aspects juridiques, économiques et financiers

### Organisation
Le Vendée Les Herbiers Football (VHF) existe sous la forme d'une association loi de 1901. Par ailleurs, le club est titulaire du matricule d'affiliation à la FFF no 507748. Par ailleurs, le VHF dépend de la Ligue atlantique de football et du district de Vendée de football.

### Éléments comptables
Budget prévisionnel du Vendée Les Herbiers Football (VHF)
| Saison | 2011-2012 | 2012-2013 | 2013-2014 | 2014-2015 | 2015-2016 | 2016-2017 | 2017-2018 | 2018-2019 | 2019-2020 | 2020-2021 | 2021-2022 |
| Budget | n.c       | n.c.      | n.c.      | 0,950 M€  | 1,7 M€    | n.c.      | 2 M€      | n.c.      | n.c       | 1,5 M€    | n.c       |

### Équipementiers et sponsors
L'équipementier historique du Vendée Les Herbiers Football est Adidas.
Les deux principaux partenaires économiques du club sont le Conseil général de la Vendée ainsi que l'Hyper U des Herbiers.
Les autres sponsors importants sont la Ville des Herbiers, Artipôle, Charpentier, Nicoll, La Boulangère, Guicheteau Groupe, Briand CM, SWAO, Le Grand Turc, BDO, Crédit Mutuel Océan, Adecia, Intersport et Ouvrard Bâtiment.
Parmi les sponsors mineurs, on retrouve notamment de grandes entreprises nationales fortement implantées dans le tissu économique local tels que Ibis, Flunch, Gautier, McDonald's, Renault Trucks, Sodebo et Synergie.
Au total, une centaine de partenaires accompagnent le club pour la saison 2015-2016 en National, dont une trentaine pour la première fois.

## Soutiens et image

### Affluence
Affluence moyenne du Vendée Les Herbiers Football (VHF)
| Saison            | 1975-1976 (IV) | .... | 2009-2010 (IV) | 2010-2011 (IV) | 2011-2012 (IV) | 2012-2013 (IV) | 2013-2014 (IV) | 2014-2015 (IV) | 2015-2016 (Nat) | 2016-2017 (Nat) | 2017-2018 (Nat) | 2018-2019 (IV) |
| Affluence moyenne | 930            | ...  | 1 401          | 1 425          | 1 109          | 956            | 1 100          | ?              | 1 640           | 1 370           | 1 559           | ?              |

### Supporters
Le Vendée Les Herbiers Football (VHF) a la chance de compter sur l'un des publics les plus nombreux de la division. En effet, les rencontres de CFA y sont suivies par près d'un milliers de fidèles en moyenne, avec des pics à deux milliers lors de la réception d'équipe réserves de clubs pros, telle que celle du FC Nantes (2 014 spectateurs pour la 14e journée de CFA, le samedi 20 décembre 2014). Les rencontres de Coupe de France sont l'occasion d'affluence records pour le Stade Massabielle, comme le 5 janvier 2014 qui voit la défaite (0-1) des hommes de Franck Rizzetto face à Plabennec en 1/32e de finale devant 2 700 personnes.
Les supporters sont principalement issus des Herbiers, la capitale du Haut-Bocage vendéen étant forte d'un réservoir de 15 688 habitants au dernier recensement. Le reste des spectateurs provient surtout des communes situées dans les environs immédiats de la ville herbretaise.
La moyenne d'âge des supporters herbretais est relativement élevée, ce qui explique en partie une certaine exigence de la part d'un public nourri par le beau jeu pratiqué par le FC Nantes (distant d'environ 60 de kilomètres).
Le club pouvait auparavant compter sur une association de supporters suivant activement l'équipe : Sportigoals. Il s'agissait d'un groupement créé en 2001 et dont le lieu de ralliement se situait au Café des Sports, dont le gérant n'était autre que Franck Decottignies, le fondateur du Sportigoals. Celui-ci, en plus de la confection et de la mise en vente de produits dérivés aux couleurs du VHF (casquettes, parapluies, tifos, drapeaux...) organisait des déplacements en car afin de soutenir les Rouges et Noirs à travers la région les soirs de matchs. De plus, les supporters membres de ce groupe bénéficiaient d'un local ainsi que d'un emplacement réservé dans l'unique tribune du stade. Aujourd'hui ce groupe n'est plus et l'ancien leader des Sportigoals trouvait en 2015 que « l'ambiance dans les tribunes, c'est zéro ». 2007 a pourtant vu la formation du club de supporters Les Diables Rouges. Celui-ci est cependant en pause, à la recherche d'un nouveau souffle.

### Chanson et clip
En mars 2018, à la suite de la qualification du club en demi-finale de la Coupe de France de football 2017-2018, le chanteur Philippe Katerine, originaire de Chantonnay, décide d'écrire une chanson pour soutenir le club. Intitulée 85 rouge et noir, elle est enregistrée avec le rappeur vendéen MC Circulaire. Le clip est tourné au stade Massabielle, avec la participation des joueurs et d'un millier de supporters, et mis en ligne en avril.

## Rivalités
| Le Poiré-sur-Vie VF Fontenay VF Les Herbiers VF Luçon VF |

### Avec le Vendée Poiré/Vie Football
Le Vendée Poiré-sur-Vie Football (appelé Jeanne d'Arc du Poiré-sur-Vie de 1954 à 2007 puis Le Poiré-sur-Vie Vendée Football de 2007 à 2010) est un club de football vendéen créé en 1954 et basé au Poiré-sur-Vie.
Lors de la saison 2010-2011 de CFA, le club et celui du Poiré-sur-Vie VF évoluent ensemble dans le haut du classement. La place pour le National s'est d'ailleurs joué en partie lors du derby Le Poiré sur Vie - Les Herbiers du 2 avril 2011 gagné 2 buts à 1 par le Poiré, ce qui lui permit d'obtenir des points nécessaires pour le maintien de la première place, remportée par ailleurs avec près de 10 points d'avance sur le second.

### Avec le Vendée Fontenay-le-Comte Football
Le Vendée Fontenay-le-Comte Football (issu de la fusion du Stade Athlétique Fontenaisien et de l'Étoile Fontenaysienne) est un club de football vendéen créé en 1991 et basé en à Fontenay-le-Comte.
La présence ininterrompue des deux équipes en CFA depuis 2009-2010 a donné l'occasion à ceux-ci de s'affronter de nombreuses fois pour se disputer le titre officieux de meilleur club du département. Cette rivalité existe toujours, malgré l'accession du Poiré-sur-Vie à l'étage supérieur à l'issue de la saison 2010-2011, rejoint quelque temps plus tard par Luçon.

## Autres équipes du club

### Évolution du nombre de licenciés
Le Vendée Les Herbiers Football comptait 514 licenciés en juin 2014.
Nombre de licenciés du Vendée Les Herbiers Football (VHF)
| Saison              | 1969-1970 | ... | 2011-2012 | 2012-2013 | 2013-2014 | 2014-2015 |
| Nombre de licenciés | 170       | ... | 480       | 496       | 514       | ...       |

### Équipes de séniors
En plus de son équipe fanion qui évolue en National 2, le club compte 4 autres équipes masculines séniors qui évolue dans les divisions régionales et en divisions départementales. 
Le club compte également une équipe féminine ainsi que des équipes de football-loisir.